# Soldanelle
Soldanella
Genre
Classification phylogénétique
Soldanella (les soldanelles) est un genre de plantes à fleurs de la famille des primulacées. Ce sont des plantes herbacées que l'on peut rencontrer pour la plupart en montagne. Leur nom dérive du latin solidus, « sou », en référence à la forme de leurs feuilles arrondies comme des pièces de monnaie.

## Liste d'espèces
- Soldanella alpina – Soldanelle des Alpes
- Soldanella austriaca
- Soldanella hungarica
- Soldanella minima
- Soldanella montana – Soldanelle des montagnes
- Soldanella pusilla – Petite soldanelle
- Soldanella villosa – Soldanelle velue